# Virgola
La virgola è uno dei segni di interpunzione più utilizzati. È il più breve segno di pausa e corrisponde nella lettura a un minutissimo intervallo della voce.
Appare graficamente come un punto fermo allungato verso la direzione in basso a sinistra ed è situato in basso a sinistra prima dello spazio fra le parole. Alla sua forma rimanda il suo nome dal latino virgula -ae "bastoncino piccola verga".

## Uso
Nella lingua italiana, le norme che regolano l'uso della virgola sono piuttosto complesse, ma possono essere riassunte in alcuni punti.
La virgola è usata:
- Per dividere gli elementi di un elenco:
  - Per fare il pane occorrono la farina, il lievito, l'acqua, un pizzico di sale.
    - Quando l'ultimo elemento di un elenco è preceduto dalla congiunzione e, l'uso italiano generalmente omette la virgola prima dell'ultimo elemento:
    - Negli ultimi cinque minuti sono transitati due motorini, tre biciclette, un camion con rimorchio e quattro pedoni in fila indiana.
    - In altre lingue, come l'inglese, l'uso di una virgola in detta posizione (virgola di Oxford) è materia di dibattito.
- Per separare la proposizione dipendente (o secondaria) dalla proposizione reggente (o principale) da cui dipende. Questo può avvenire in tre casi diversi:

1. Quando la secondaria precede la principale: Se fossi ricco, mi comprerei un'isola.
2. Quando la secondaria segue la principale: Nel deserto vivono pochi animali, perché le condizioni ambientali sono proibitive.
3. Quando la secondaria è inserita all'interno della principale (inciso): Il mio migliore amico, che è un grande tennista, ha vinto molti tornei.

- Quando però la proposizione secondaria è strettamente connessa alla proposizione principale, la virgola non viene usata:
  - Non devi guardare il sole se non vuoi ferirti la vista.
- Per separare proposizioni tra di loro indipendenti, ma connesse logicamente: 
  - La bambina corre nel prato, vede un fiore, si ferma, lo guarda e poi lo coglie.
- Dopo le espressioni "Sì" e "No":
  - Sì, sono stato io a chiamarti.
  - No, non mi interessa.
- Dopo le frasi introduttive: 
  - Visto che è tardi, me ne andrò a dormire.
  - Se i miei calcoli non sono errati, dovresti farcela.
- Dopo interiezioni, esortazioni e complementi di vocazione:
  - Ehi, dico a te!
  - Ti prego, scrivimi ogni tanto.
  - Andrea, ricordati le chiavi di casa.
- Per isolare frasi incidentali e apposizioni:
  - Mario rispose, senza alcun dubbio, che era pronto per l'incarico.
  - Giacomo Leopardi, famoso poeta italiano, nacque a Recanati.

La funzione di separatore della virgola fa in modo che in alcuni casi la sua posizione o la sua stessa presenza o meno sia determinante per il significato della frase.
- Grazia, impossibile giustiziarlo!
- Grazia impossibile, giustiziarlo!
- Il fratello di Viviana che vive a Londra lavora in una banca d'affari. (Viviana ha più di un fratello e uno di loro vive a Londra)
- Il fratello di Viviana, che vive a Londra, lavora in una banca d'affari. (Viviana ha un solo fratello e questi vive a Londra)

Un caso notevole in cui la virgola non è usata è la separazione tra soggetto e predicato, o tra predicato e complemento oggetto: nessuna punteggiatura è infatti usata in questi casi. Le seguenti frasi sono perciò scorrette:
- I principali esperti del settore, hanno dichiarato che il reperto è molto antico.
- I principali esperti del settore, apprezzano quel reperto.

Questa regola si riferisce alla singola virgola posta tra i due elementi. La frase:
- I principali esperti del settore, riuniti in simposio, hanno dichiarato che il reperto è molto antico.

è corretta perché le due virgole racchiudono un inciso.
Facoltativa, al fine di far comprendere correttamente il discorso, è la virgola posta davanti al predicato, quando il soggetto è composto da una serie di subordinate. La frase:
- La mamma che accompagna il figlio al parco, la maestra che insegna agli scolari che la ascoltano attenti, il poliziotto che sorveglia il quartiere mentre è in servizio, sono situazioni positive.

è corretta perché l'ultima virgola, posta prima del verbo della principale, agevola il lettore nel seguire il senso del costrutto.

## In matematica
In alcune lingue e paesi, tra cui l'Italia, la virgola è utilizzata anche in matematica per separare la parte intera da quella frazionaria in uno stesso numero: 25,32 €.

## In informatica
In alcuni linguaggi di programmazione, tra cui C e C++, la virgola è un operatore binario di separazione.

## Altri usi

Ț, ț, Ș, ș, Ţ, ţ, Ş, ş

La virgola è utilizzata come segno diacritico nelle lettere ș e ț dell'alfabeto romeno.
Il segno diacritico utilizzato nell'alfabeto lettone per formare le cinque consonanti palatalizzate ģ, ķ, ļ, ņ e ŗ, invece, pur essendo graficamente simile a una virgola, è in realtà una cediglia.